# Mihály Székely

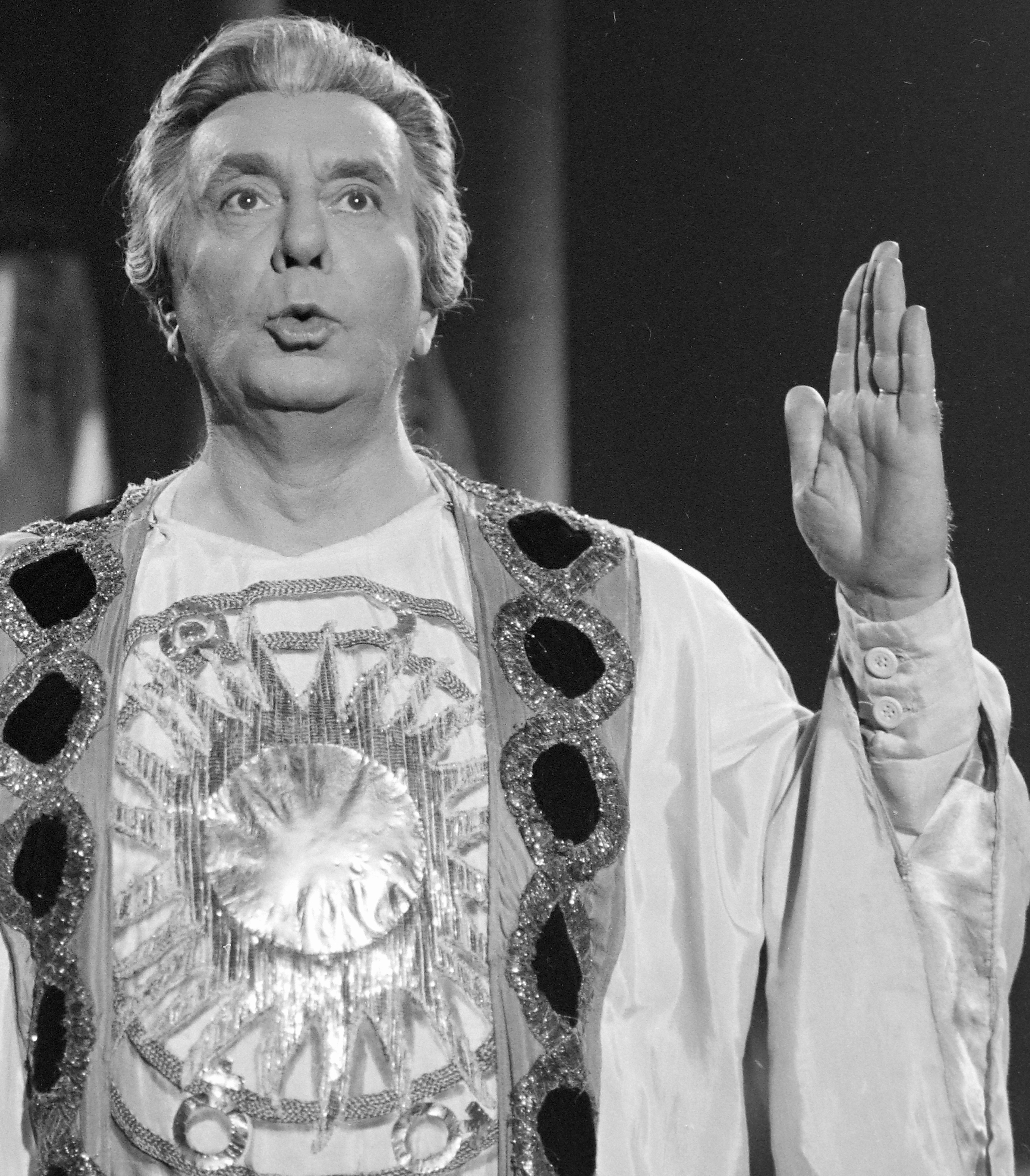
Mihály Székely (1963)

Mihály Székely (* 8. Mai 1901 in Jászberény; † 22. März 1963 in Budapest) war ein ungarischer Opernsänger (Bass).

## Leben
Székely ungarisierte seinen Namen von Spagatner in Székely. Nach privaten Studien folgten erste Bühnenauftritte als Sänger am Budapester Orpheum. Im Alter von 22 Jahren engagierte ihn die Budapester Staatsoper. Dort wirkte er 40 Jahre in über 1300 Vorstellungen mit. Auch im Ausland hatte er Auftritte in Wien und in Italien.
Während der Judenverfolgung versteckte ihn ein Priester bei sich. Nach dem Zweiten Weltkrieg wollte sein Freund Antal Doráti ihn nach Dallas holen. In den USA erhielt er einen Vertrag an der New Yorker Metropolitan Opera, wo er 1947 bis 1950 in Wagner-Rollen (Fafner, Landgraf Hermann, König Marke, Hunding) 47 Vorstellungen gab.
In denselben Jahren erreichte er unter Otto Klemperer einen Höhepunkt seiner Karriere im Budapester Opernhaus. 1950 wurde seine Auslandkarriere durch ein Reiseverbot unterbrochen. 1956 konnte er wieder nach Westen reisen. Er trat in Holland und bei der Glyndebourne Festival Opera auf.
Székely verstarb 1963 während einer Operation drei Tage nach seiner letzten Vorstellung. Ein Denkmal befindet sich auf dem Budapester Friedhof, in dem er begraben liegt.

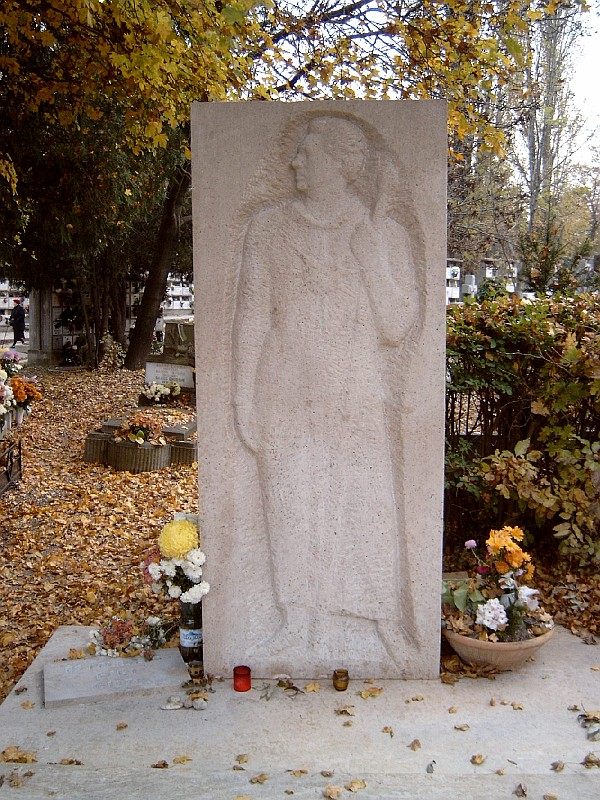
Székely Mihálys Grab in Budapest Farkasréti Friedhof 43/1-1-15/16

## Hauptrollen
- Béla Bartók: Herzog Blaubarts Burg –  Blaubart[1]
- Wolfgang Amadeus Mozart: Die Entführung aus dem Serail –  Ozmin
- Wolfgang Amadeus Mozart: Don Giovanni –  Leporello
- Wolfgang Amadeus Mozart: Die Zauberflöte –  Sarastro
- Modest Mussorgski: Boris Godunow – Boris
- Richard Wagner: Parsifal – Gurnemanz
- Richard Wagner: Tristan und Isolde – König Marke
- Richard Wagner:Parsifal – Gurnemanz
- Richard Strauss: Der Rosenkavalier – Baron Ochs
- Giuseppe Verdi: Don Carlos – König Phillip
- Giuseppe Verdi: Simon Boccanegra – Fiesco